# Mistrzostwa Ameryki we Wspinaczce Sportowej 2010
Mistrzostwa Ameryki we Wspinaczce Sportowej 2010 – edycja mistrzostw Ameryki we wspinaczce sportowej, która odbyła się w dniach od 18-22 maja 2010 w ekwadorskim mieście Quito. 

## Konkurencje
Mężczyźni
- bouldering, prowadzenie i wspinaczka na czas

Kobiety
- bouldering, prowadzenie i wspinaczka na czas

## Uczestnicy
Zawodnicy i zawodniczki podczas zawodów wspinaczkowych w 2012 roku rywalizowali łącznie w 6 konkurencjach. Każdy zawodnik miał prawo startować w każdej konkurencji o ile do niej został zgłoszony i zaakceptowany przez IFCS i organizatora zawodów. 

## Medaliści
| Konkurencje  | Złoto                                 | Srebro                        | Brąz                        |
| ------------ | ------------------------------------- | ----------------------------- | --------------------------- |
| Mężczyźni    |                                       |                               |                             |
| bouldering   | Brazylia · Cesar Grosso               | Chile · Jesús Gonzales        | Wenezuela · Manuel Escobar  |
| prowadzenie  | Meksyk · Mauricio Huerta              | Chile · Jesús Gonzales        | Argentyna · Diego Marsella  |
| wsp. na czas | Wenezuela · Josmar Nieves             | Wenezuela · Manuel Escobar    | Ekwador · Andres Quinteros  |
| Kobiety      |                                       |                               |                             |
| bouldering   | Stany Zjednoczone · Francesca Metcalf | Wenezuela · Lucelia Blanco    | Wenezuela · Daniela Lopez   |
| prowadzenie  | Stany Zjednoczone · Sasha DiGiulian   | Wenezuela · Francis Rodriguez | Ekwador · Estefanía Mesias  |
| wsp. na czas | Wenezuela · Lucelia Blanco            | Wenezuela · Francis Guillen   | Ekwador · Katherine Alvarez |

## Klasyfikacja medalowa
* Gospodarz zawodów został zaznaczony tym kolorem.
|                   |                   |                   |   |   |   |    |   |   |   |   |   |   |
| 1                 | Wenezuela         | 2                 | 4 | 2 | 8 | 1  | 1 | 1 | 1 | 3 | 1 |   |
| 2                 | Stany Zjednoczone | 2                 | 0 | 0 | 2 | 0  | 0 | 0 | 2 | 0 | 0 |   |
| 3                 | Brazylia          | 1                 | 0 | 0 | 1 | 1  | 0 | 0 | 0 | 0 | 0 |   |
| 3                 | Meksyk            | 1                 | 0 | 0 | 1 | 1  | 0 | 0 | 0 | 0 | 0 |   |
| 5                 | Chile             | 0                 | 2 | 0 | 2 | 0  | 2 | 0 | 0 | 0 | 0 |   |
| 6                 | Ekwador *         | 0                 | 0 | 3 | 3 | 0  | 0 | 1 | 0 | 0 | 2 |   |
| 7                 | Argentyna         | 0                 | 0 | 1 | 1 | 0  | 0 | 1 | 0 | 0 | 0 |   |
| Ogółem (7 państw) | Ogółem (7 państw) | Ogółem (7 państw) | 6 | 6 | 6 | 18 | 3 | 3 | 3 | 3 | 3 | 3 |